# Jurij Bizjak
Jurij Bizjak (ur. 22 lutego 1947 w Col) – słoweński duchowny katolicki, biskup pomocniczy koperski (2000–2012), biskup koperski w latach 2012–2024.

## Życiorys
Studiował filozofię i teologię w seminarium w Lublanie. Ponadto uzyskał tytuł doktora teologii biblijnej na Papieskim Uniwersytecie Urbaniana.
Święcenia kapłańskie otrzymał 29 czerwca 1971. Był m.in. ojcem duchownym w seminarium w Vipavie oraz profesorem biblistyki na Uniwersytecie Lublańskim (1983–1997), a także ojcem duchownym w głównym seminarium archidiecezji lublańskiej (1997–2000).

### Episkopat
13 maja 2000 papież Jan Paweł II mianował go biskupem pomocniczym diecezji koperskiej, ze stolicą tytularną Gergis. Sakry biskupiej udzielił mu 5 lipca 2000 ówczesny ordynariusz Kopru – bp Metod Pirih.
26 maja 2012 po przejściu na emeryturę biskupa Metodego Piriha, został mianowany biskupem ordynariuszem koperskim.
29 listopada 2024 papież Franciszek przyjął jego rezygnację z pełnionego urzędu, złożoną ze względu na wiek. 